# Killzone 3
Killzone 3 ist ein für die PlayStation 3 erschienener Science-Fiction-Ego-Shooter, entwickelt von Guerrilla Games und vertrieben von Sony Computer Entertainment Europe.

## Handlung
Die Handlung setzt genau nach dem Ende von Killzone 2 an. Der Protagonist Tomas „Sev“ Sevchenko sitzt nach dem Tod Visaris, durch die Hand von Rico Velasquez, auf einer Treppe während die Evakuierung der ISA-Soldaten von Helghan beginnt. Die verbliebenen Truppen unter dem Kommando Narville sollen sich außerhalb der Hauptstadt sammeln, doch Rico missachtet dessen Befehle um eine kleine Gruppe zu retten. Als dann beide ISA-Schiffe durch die Helghast zerstört werden, werden Rico und die kleine Gruppe von Sev und Narville getrennt.
Sechs Monate später ist der Senat der Helghast immer noch hinter den ISA-Truppen her, allen voran Jorhan Stahl, der CEO einer Waffenfabrik ist. Dieser und der Admiral des Helghast-Militärs, Orlock, verstehen sich überhaupt nicht und Stahl droht dem Militär keine Waffen mehr zu geben. Zur gleichen Zeit verstecken sich Sev und die verbleibenden Truppen in einem gefährlichen Urwald. Nachdem eine Patrouille verschwunden ist, machen sich Sev und ein anderer Soldat auf, um einen Uplink zu finden, mit dem sie Kontakt zur ISA aufnehmen können. Doch sie werden von Stahls privater Armee angegriffen und Sev und Narville von ihnen gefangen genommen. Auf dem Weg zu einer der Stahl Arms Fabriken wird Sev von Rico und seiner Gruppe gerettet. Sev ist aber weniger erfreut, das Rico nicht auch Narville gerettet hat.
Nach einer langen Diskussion retten Sev und Rico den gefangenen Narville und ein paar ISA-Soldaten. Danach treten sie ihre Reise zu einer Aufstiegsplattform an um nach Vekta zu kommen. Nachdem sie auf der Raumstation angekommen sind, kommt es zu einem Showdown zwischen Stahl und dem mittlerweile neuen Autarchen Orlock, bei dem Orlock von Stahl getötet wird. Sev und Rico bekommen von Stahls Plan wind. Stahl will die Erde angreifen und zerstören.
Doch Rico und Sev können Stahls Kreuzer mit nuklearen Sprengkörpern zerstören, aber auch Helghan wird zerstört und der Großteil der Bevölkerung Helghans wird getötet.

## Spielprinzip
Anders als in Killzone 2 gibt es unterschiedliche Gebiete, wie zum Beispiel einen Urwald und ein Gebiet aus Schnee und Eis. Auch in einer Raumstation wird gekämpft. Dazu kommen kleine Passagen, in denen die Schwerkraft aussetzt. Die Bewegungen des Spielercharakters und seiner Waffe fühlen sich wuchtiger an als in anderen Shootern.

### Multiplayer
Im Multiplayer gab es drei verschiedene Modi: Guerrilla Warfare, Warzone und Operations. Die Teams basierten auf den Fraktionen aus der Singleplayer-Kampagne.
- Guerrilla Warfare ist das klassische Team-Deathmatch, in dem bis zu 16 Spieler pro Karte gegeneinander antreten.
- Der Spielmodus Warzone aus Killzone 2 enthält mehrere Aufgaben wie zum Beispiel Capture and Hold, die die Spieler erledigen müssen. Hier können bis zu 24 Spieler gegeneinander antreten.
- Der Modus Operations kommt in Killzone 3 neu dazu. Hier müssen die zwei Teams bestimmte Gebiete in ihre Kontrolle bringen. Hier gibt es auch animierte Cutscenes.
- Am 29. März 2018 wurden die Online Multiplayer Funktionen von Killzone 2 und Killzone 3 deaktiviert, inzwischen kann man das Spiel nur noch Offline spielen.

## Literarische Verarbeitung
Die erweiterte Handlung des Spiels wurde von Sam Bradbury im Roman „Übermacht“ (engl. Ascendancy) veröffentlicht.